# Thomasberg (Püchersreuth)
Thomasberg ist ein Ortsteil von Püchersreuth im Landkreis Neustadt an der Waldnaab des bayerischen Regierungsbezirks Oberpfalz.

## Geographische Lage
Die Einöde Thomasberg liegt an der Bundesstraße 15 auf einem Bergsattel zwischen dem 501 m hohen Thomasberges im Südwesten und der 513 m hohen Höhe im Nordosten. 300 m westlich von Thomasberg fließt der Kotzenbach. Thomasberg besteht aus einem einzelnen Anwesen und Thomasberg liegt 3,5 km nordwestlich von Püchersreuth, 4,6 km nordöstlich von Neustadt an der Waldnaab und 4 km südöstlich von Windischeschenbach.

## Geschichte
Auf den Topographischen Karten von Bayern ist die Siedlung spätestens seit 1935 verzeichnet und seit 1997 Thomasberg  genannt. Thomasberg wurde erst seit dem Zensus 2011 mit 5 Einwohnern genannt. In früheren Einwohnerverzeichnissen ist es nicht erwähnt.